# Ébaty
 Ébaty  là một xã ở tỉnh Côte-d’Or trong vùng Bourgogne-Franche-Comté, phía đông nước Pháp. Xã Ébaty nằm ở khu vực có độ cao từ 198-212 mét trên mực nước biển.